# Котка върху горещ ламаринен покрив
Вижте пояснителната страница за други значения на Котка върху горещ ламаринен покрив.
Котка върху горещ ламаринен покрив (на английски: Cat on a Hot Tin Roof) е пиеса от американския драматург Тенеси Уилямс. През 1955 година пиесата е отличена с награда „Пулицър за драма“.

## Адаптации
През 1958 година излиза едноименният филм на режисъора Ричард Брукс, в който главните роли са изпълнени от Елизабет Тейлър и Пол Нюман.
През 1976 година е заснет телевизионен филм с участието на Лорънс Оливие и Натали Ууд. През 1984 година излиза друг телевизионен филм с участието на Томи Лий Джоунс и Джесика Ланг.